# 梅毒
梅毒（ばいどく、Syphilis。黴毒、瘡毒（そうどく）とも）は、スピロヘータの一種である梅毒トレポネーマ（Treponema pallidum）によって発生する感染症。性感染症の一種。1998年に全ゲノムのDNA配列が決定、公開された。

## 概要
梅毒の徴候や症状は進行に応じた3段階でそれぞれ大きく異なる。Ⅱ期以降の性器や全身の皮膚の特徴的な薔薇模様で知られる。自然完治と誤解するような潜伏期を2度挟みながら、病状が徐々に悪化していき、最終的に死に至ることもある。症状が出ていない期間も感染力を持ち、体内は悪化の一途を辿っており、治療法は医師から完治診断を受けるまでペニシリン系のアモキシシリン投与を受けるのみである。
予防に有効なワクチンは存在せず、ペニシリン系抗生物質の投与により治癒自体はするが免疫は獲得できず、梅毒トレポネーマに再感染した場合は再び罹患する。感染すると他の性感染症にもかかりやすくなるため、ヒト免疫不全ウイルスと重複感染するケースが度々ある。in vitroでの培養は不可能であり、病原性の機構はほとんど解明されていない。
1999年に全世界で推定1200万人が新規感染したと考えられており、その90%以上は発展途上国での感染であった。また感染者の約80%は男性である。1940年代のペニシリンの普及以降、特効薬が開発されたことで晩期顕症梅毒の発症および死亡は劇的に減少した。しかし2000年以降、コンドーム不使用に起因する感染が多くの国々で増加しつつある。日本でも2011年頃から増加傾向にあり、2010年には約600件だった報告数が2022年には10,000件を超えた。統計方法を変えて以降最大だった2023年の患者数は1万4906人であり、2024年の速報値感染者数はそれに次ぎ全国で1万4663人となった。

## 病原体

### 細菌学

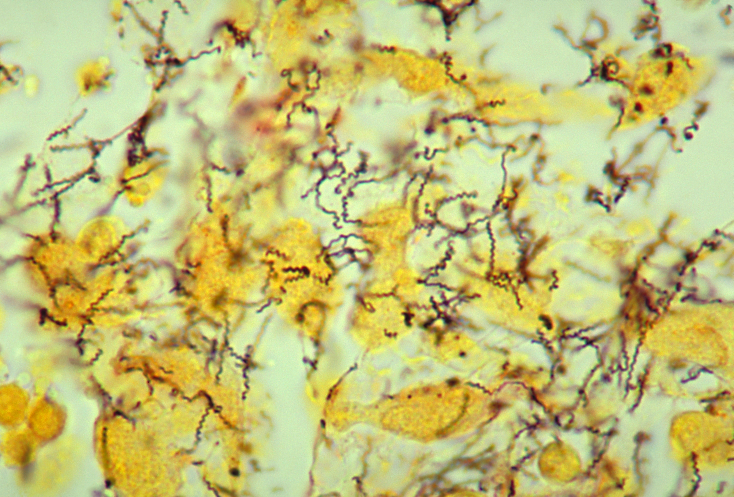
梅毒トレポネーマに侵された病理組織（銀染色）

梅毒トレポネーマ（Treponema pallidum）の特徴は螺旋状形態、グラム陰性であり、活発に運動する。自然界における唯一の宿主はヒトである。宿主がいなければ数日も生きられない。これはそのゲノムサイズが小さく（1.14 MDa）、主要栄養素の合成に必要な代謝経路の遺伝子が欠落しているためである。このため、倍加時間は遅く、30時間以上掛かる。
梅毒トレポネーマの近縁種もまた、3つの病気の原因となる。それぞれ、イチゴ腫（フランベジア）は亜種 pertenue、ピンタは亜種 carateum、ベジェルは亜種 endemicumが原因である。これら近縁種は、梅毒トレポネーマとは異なり、神経疾患を引き起こさない。

### 感染経路
主に性行為、オーラルセックス、キスにより、生殖器、口、肛門から感染、皮膚や粘膜から侵入し、進行によって血液内に進む。
米国における新規症例の感染経路は、男性同士の性行為が半数以上を占める。これ以外にも母子感染、輸血血液を介した感染もある。母子感染の場合、子供は先天梅毒となる。血液製剤については、多くの国々で検査が行われるため、感染経路となるリスクは小さい。この病原体は体外に排出されると急速に死ぬことから、物を介した感染は難しく、日常生活における、食器や衣類の共有、トイレの便座、入浴からの感染は不可能である。
日本でも、2012年には男性同士の性交渉が原因と推測される感染例が最も多く報告されていた。しかし、2012～2016年にかけて、男女間の性交渉による感染が急激に増加した。この傾向は他の先進国においては報告されておらず、世界的には特殊である。男性は25～29歳、女性は20～24歳の感染者が多い。若い女性に感染が広がるのと同時に、「先天梅毒」の赤ちゃんの出生も増加した。

## 症状
症状は3段階で観察され、先天性での発症も起こる。その多様な症例から、ウイリアム・オスラーから偽装の達人 ("the great imitator") と呼ばれた。例えば皮膚症状以外の症状として、「頭痛、脳腫瘍（の疑い）」「認知症」「飛蚊症・霧視」「ラムゼイ・ハント症候群（の疑い）」「難聴」「大動脈瘤破裂」「左側腹部痛」「胃潰瘍（の疑い）」「急性肝炎」「ネフローゼ」「悪性リンパ腫（の疑い）」などが報告されている。
Ⅰ期とⅡ期が感染しやすく、感染後約1週間から13週間で発症する。現代においては先進国では、抗生物質の発達により、晩期顕症梅毒に進行することは殆どなく、死亡する例は稀である。早期顕症梅毒Ⅰ期の最初の数週間は抗体発生前で、検査において陽性を示さない。また、Ⅰ期とⅡ期の症状が全く出ないこともあるので、注意が必要である。

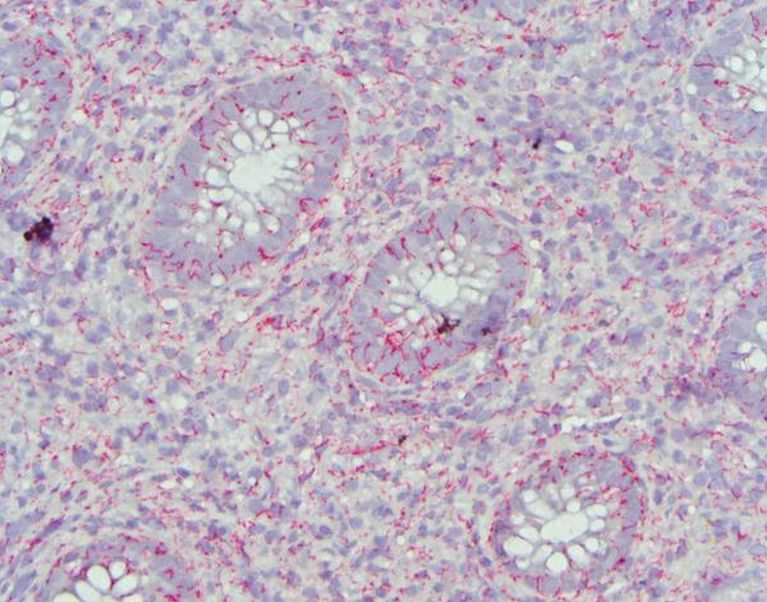
腸管梅毒 Toreponema pallidum（IHC）

早期顕症梅毒 Ⅰ期
感染後3週間 - 3か月の状態。トレポネーマが侵入した部位（陰部、口唇部、口腔内）に塊（無痛性の硬結で膿を出すようになり、これを硬性下疳と言う）を生じる。塊はすぐ消えるが、稀に潰瘍となる。また、股の付け根の部分（鼠径部）のリンパ節が腫れ、これを横痃（おうげん）という。6週間を超えるとワッセルマン反応等の梅毒検査で陽性反応が出るようになる。

早期顕症梅毒 Ⅱ期
感染後3か月 - 3年の状態。全身のリンパ節が腫れる他に、発熱、倦怠感、関節痛などの症状がでる場合がある。
バラ疹と呼ばれる特徴的な全身性発疹が現れることがある。赤い目立つ発疹が手足の裏から全身に広がり、顔面にも現れる。特に手掌、足底に小さい紅斑が多発し、皮がめくれた場合は特徴的である。治療しなくても1か月で消失するが、抗生物質で治療しない限りトレポネーマは体内に残っている。

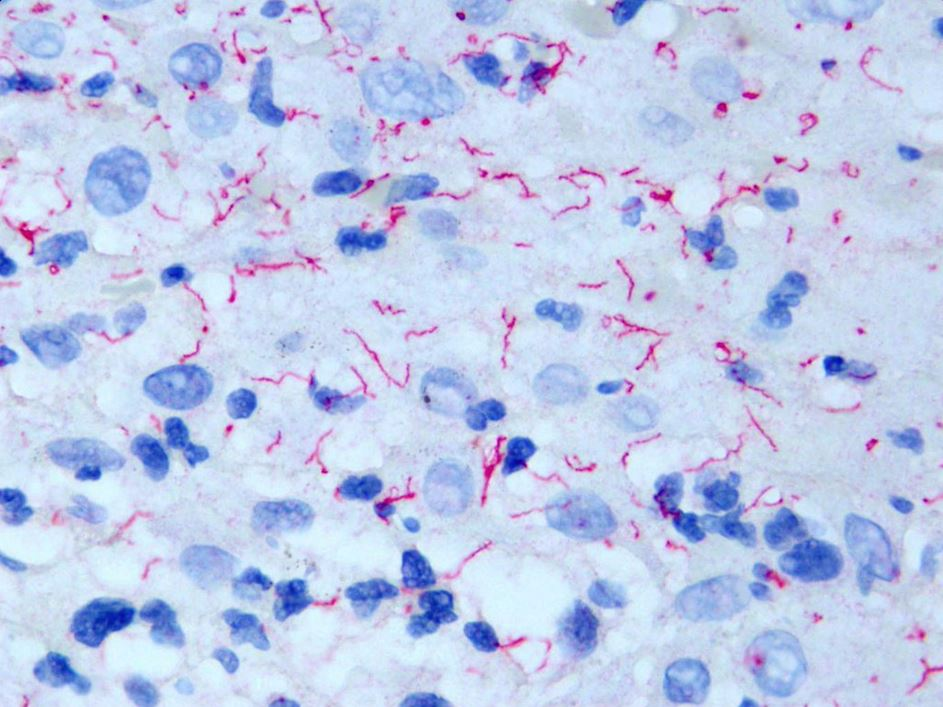
腸管梅毒（肛門部） Traponema pallidum（IHC）

潜伏梅毒
前期潜伏期:Ⅱ期の症状が消えるとともに始まる。潜伏期が始まってからの2年から3年間は、Ⅱ期の症状を再発する場合がある。
後期潜伏期:不顕性感染の期間で数年から数十年経過する場合もあるが、この期間は感染力を持たない。

晩期顕症梅毒
感染後3年から10年以降の状態。皮膚や筋肉、骨、臓器などにゴムのような腫瘍（ゴム腫）が発生する。ゴム腫は非特異的な肉芽腫性病変で周囲の組織の破壊を伴う。
また冠動脈狭窄や大動脈瘤、大動脈弁逆流症をはじめとする心血管梅毒、中枢神経系を侵されることにより麻痺性認知症や脊髄瘻を起こし（神経梅毒、脳梅毒）、死に至る。
（医療の発達した現代では、このような症例をみることは稀である）

日本の江戸時代に相当する遺跡からは、梅毒に罹患していた晩期の所見を持つ人骨が出土している。

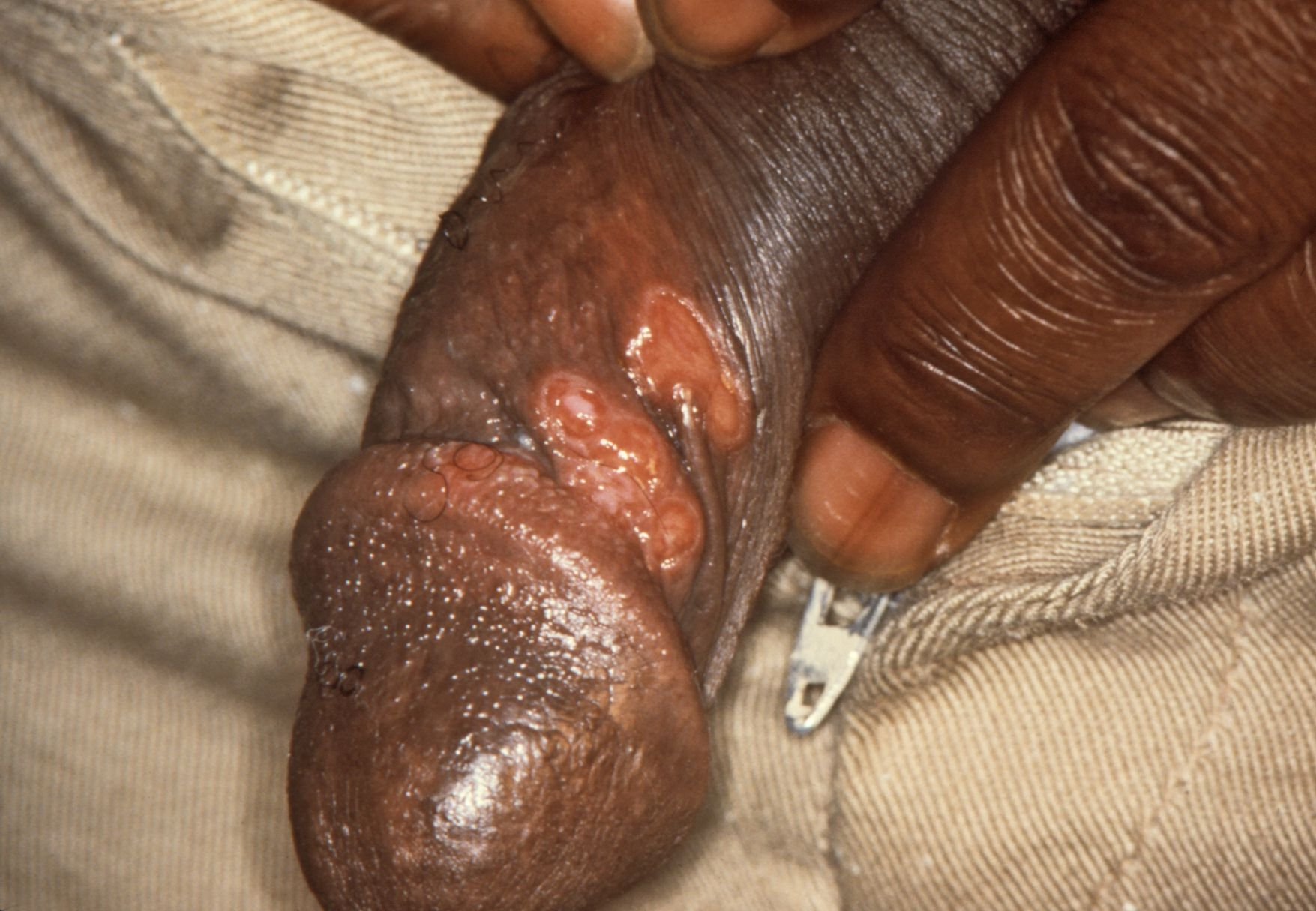
ペニスの感染部位に現れた梅毒の一次下疳
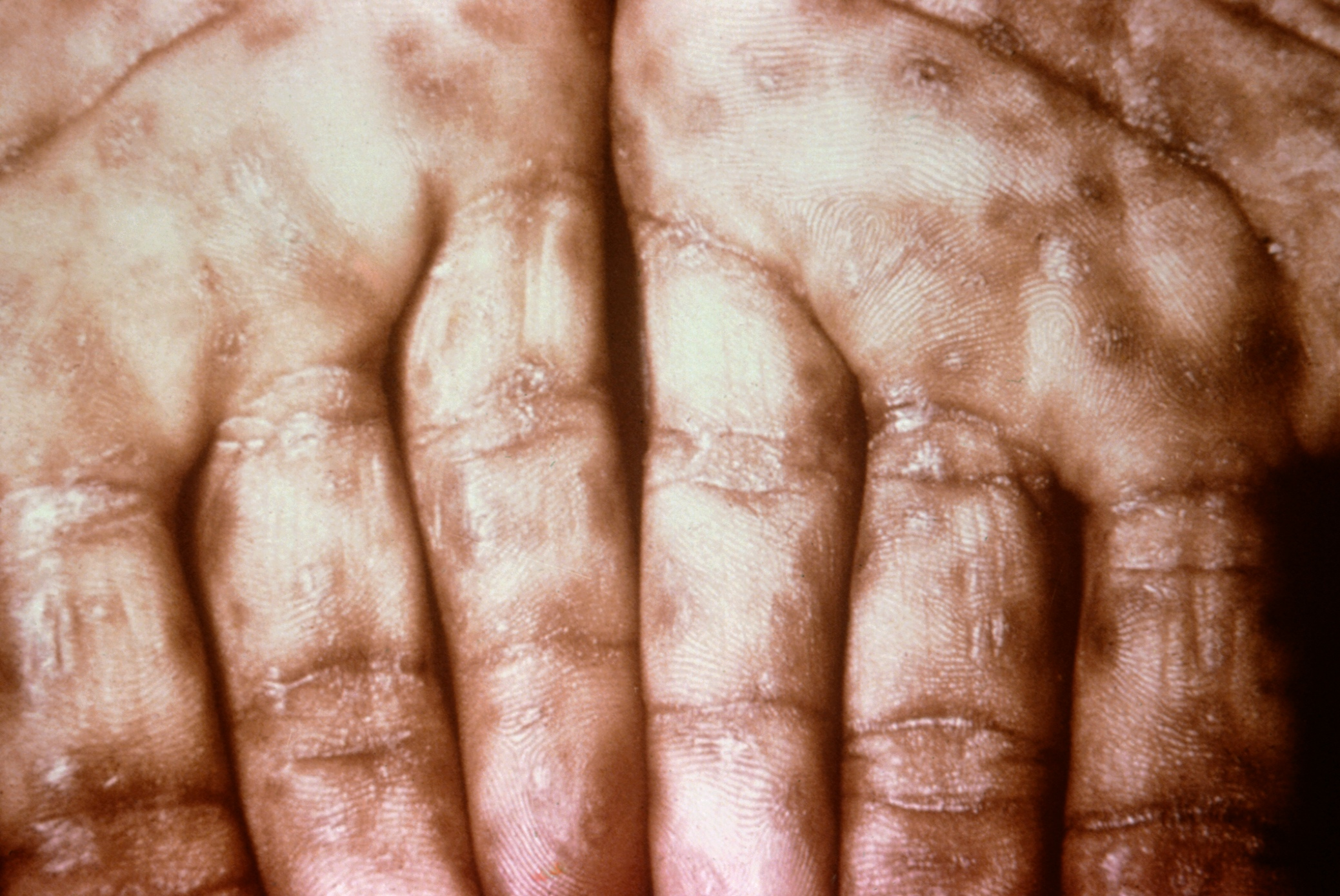
Ⅱ期の典型例
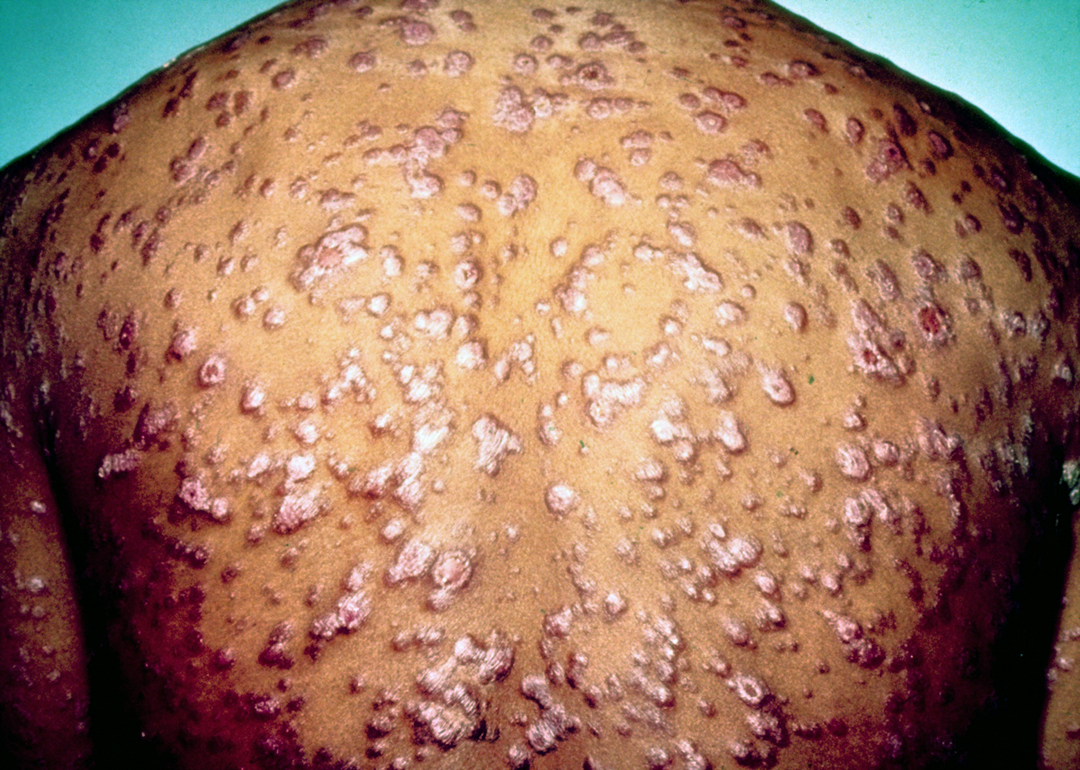
Ⅱ期の症状により全身に現れた紅色丘疹、結節
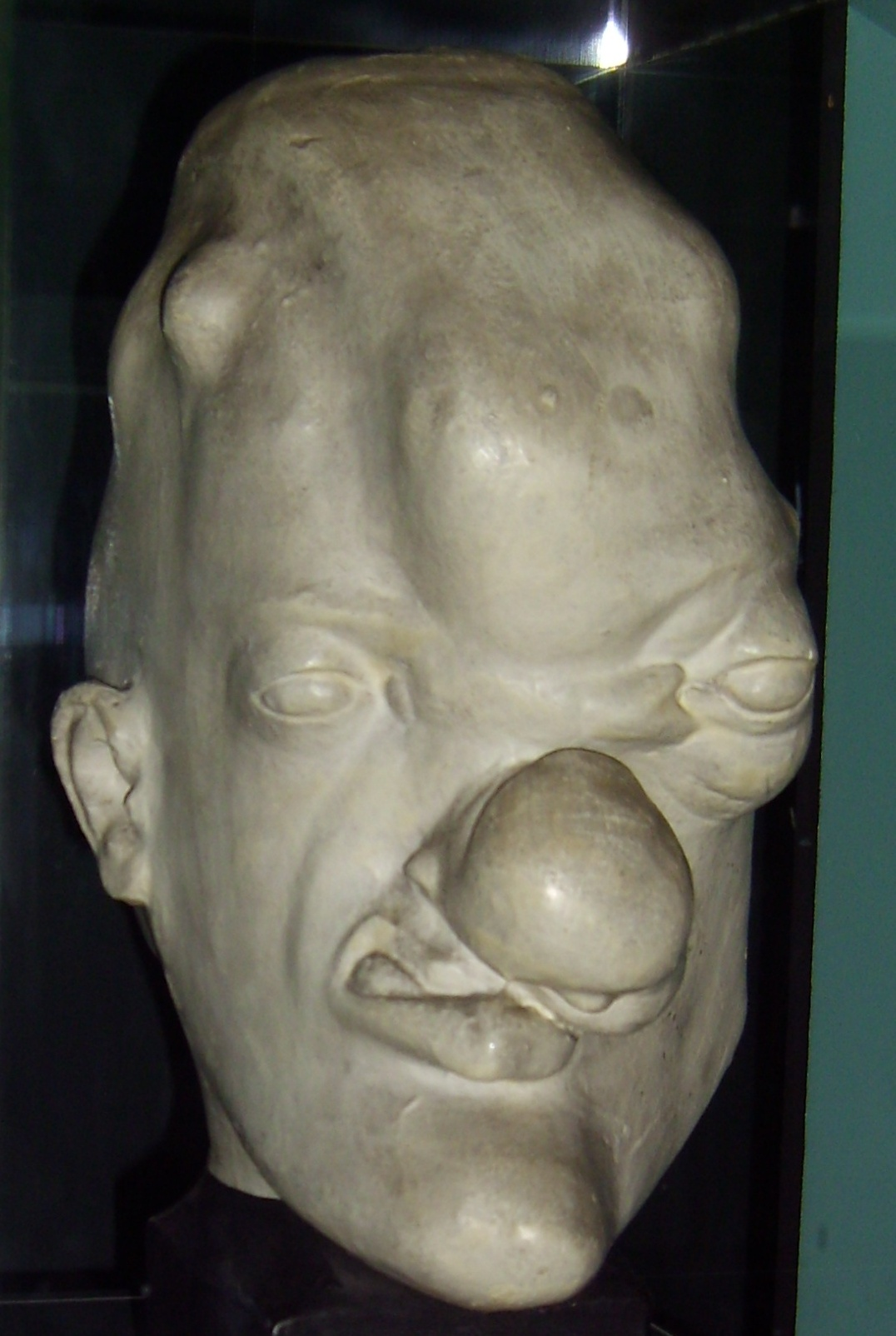
晩期の患者の像（人類博物館収蔵）

### 初期梅毒の感染性
- Schober PC（英国）らは、梅毒の感染性という論文で、初期の梅毒患者のパートナーを精査した[25]。ホモセクシュアルでは49%、ヘテロセクシュアルでは58%が感染していたという結論である。このYear Book の編集者は全員に感染しないのは、露出の程度が異なるからだろうとコメントした。

### 先天梅毒
母子感染由来の場合は先天梅毒と言われる。
先天梅毒は、妊娠中胎盤を通じ、または出産時に産道を介して感染する症例である。感染した幼児の2⁄3は症状が現れない状態で産まれてくる。
早期先天梅毒の発生は生下時から生後3か月で、一般的に、肝臓、脾臓の増大、発疹、発熱、神経梅毒、肺炎といった症状が現れる。治療がなされない場合、鞍鼻変形、ヒグメナキス徴候、剣状脛、クラットン関節といわれる後期先天性梅毒の症状が現れる。

## 予防
性感染症である梅毒は、性交や性交類似行為をしない（NO SEX）、不特定多数（その中に感染者が含まれている確率がゼロではないため）との性行為の自粛、またコンドームの着用により、病原菌の人体間の移動を阻止することで、感染を防ぐことが可能である（参考：セーファーセックス）。無論100%回避できるわけではなく、またキスによる感染、オーラルセックスでの感染は防ぐことができない。

## 検査
- STS (Serologic test for syphilis)（ウシ脂質抗原を使う、ガラス板法、RPR、カード法、緒方法、定量法がある）と梅毒トレポネーマ抗原を使うもの（TPHA法、FTA-ABS法）の2種ある。
- 注意すべきことは、STSは治療後陰性化するが、TPHAは陰性化しない。感染直後はIgMを使うFTA-ABSが陽性になる。
- STS陽性でも、生物学的偽陽性（他の疾患で陽性になる）があり、TPHA陽性でも治療が必要ない場合もあり、主治医によく判定を求めること。High responderもある。十分治療した場合、普通その後の治療は必要ない。
- 男性の場合は泌尿器科・性病科、皮膚科、女性の場合は産婦人科、皮膚科、性病科を受診。
- 患者に伝染させたと思われる人も、梅毒の検査とエイズの検査を受けるべきである。保健所であれば無料、かつ匿名で検査が行える。

## 治療
日本国外ではペニシリンGの筋肉内注射（筋注）単回投与が基本であるが、日本国内ではペニシリンGが副作用の懸念から使用中止されたため、原則使用できず、他のペニシリン系の抗菌薬を複数回投与して治療を行われてきた。2021年9月27日、神経梅毒以外の梅毒を適応症とした、ファイザーの持続性ペニシリン製剤、ベンジルペニシリンベンザチン水和物（商品名ステルイズ水性懸濁筋注60万単位シリンジ、同水性懸濁筋注240万単位シリンジ）が薬事承認、11月27日に薬価収載され、2022年1月26日より販売が開始された。
キノロン系抗菌薬は用いられない。投与期間はⅠ期で2 - 4週間、Ⅱ期では4 - 8週間、晩期は8 - 12週間。ただし、ペニシリン系抗生物質に対してアレルギーがあるなどといった理由で使用不能の場合などは、梅毒トレポネーマに対して静菌的に作用する抗生物質ながら、テトラサイクリン系のミノサイクリンや、マクロライド系のアセチルスピラマイシンなどを使用する。
ペニシリン耐性は無いとされているが、マクロライド耐性が報告されている。胎児（母体）に対し、エリスロマイシンを使用した場合には、新生児は出産後改めて治療する必要がある。なお、感染してから1年以内の梅毒を治療した場合、治療初期に38℃台の高熱が出ることがある（ヤーリッシュ・ヘルクスハイマー反応）。正確なメカニズムについては不明だが、これは抗生物質により死滅または死滅しかけている梅毒トレポネーマから放出される炎症誘発性のリポタンパク質が血液中に混入することで引き起こされると考えられている。かつて、クロラムフェニコールが使用されたが、副作用が強いため現在では使用されない。

### かつての療法
現在では使用されない治療法として、ヨードチンキ、水銀製剤、蒼鉛製剤などが存在した。例えば16世紀のヨーロッパでは水銀蒸気の吸入や水銀軟膏の塗抹などによる水銀療法が用いられた。これにより多くの水銀中毒が出たため、水銀療法肯定派（mercurialist）と否定派の間での論争が行われた。
梅毒の水銀療法は清や日本でも行われ、日本では杉田玄白やシーボルトらが記載している。水銀療法によって水銀中毒となった者には土茯苓を服用させ、解毒を試みた。
ヒ素剤であるサルバルサンは1910年に発見され、副作用も強かったが「魔法の弾丸」ともてはやされて1940年代まで使われていた。
変わったものでは、高熱に弱い梅毒トレポネーマの性質を利用して、梅毒患者を意図的にマラリアに感染させて高熱を出させ、体内の梅毒トレポネーマの死滅を確認した後にキニーネを投与してマラリア原虫を死滅させるという荒っぽい療法も行われていた。この治療法はサルバルサンの効かない第4期患者にも有効であったため最後の手段として用いられ、発見者のユリウス・ワーグナー＝ヤウレックは1927年のノーベル生理学・医学賞を受賞している。ただし、この療法も危険度が高いため、抗生物質が普及した現在では行われていない。

## 疫学
| no data <35 35–70 70–105 105–140 140–175 175–210 | 210–245 245–280 280–315 315–350 350–500 >500 |

世界各国で梅毒によって失われた障害調整生命年数（2004年、10万人あたり）
no data
<35
35–70
70–105
105–140
140–175
175–210
210–245
245–280
280–315
315–350
350–500
>500

1948年以降は大きく減少していたが、1967年、1972年、1999年、2008年に小流行を起こした。2010年までは500例から800例で（人口10万当たり発生率は0.4 - 0.6程度）推移していたが、2012年以降は増加に転じ、2013年には1,226例、2014年には1275例 が報告され、人口10万当たり発生率は 0.96 と上昇している。なお、様々な診療科で鑑別診断が行われず、梅毒患者が見逃されていることを指摘する医師もいる。また、感染者の約8割は男性で、男性の人口10万当たり発生率は1.6である。
欧州疾病予防管理センターが2019年7月にまとめた報告によると、欧州連合加盟国を中心に、31カ国における梅毒の報告数は、2017年時点で33,000人を超え、10年前との比較で7割増えた。アメリカ合衆国では、2001年頃に減少傾向が増加傾向に転じた。2022年も増加傾向は止まっておらず、過去最悪ペースでの増加が報告された。

### 日本
| 年度   | 男   | 女   |
| ------ | ---- | ---- |
| 2010年 | 497  | 124  |
| 2011年 | 650  | 177  |
| 2012年 | 692  | 183  |
| 2013年 | 993  | 235  |
| 2014年 | 1284 | 377  |
| 2015年 | 1930 | 760  |
| 2016年 | 3189 | 1386 |
| 2017年 | 3931 | 1895 |
| 2018年 | 4591 | 2416 |
| 2019年 | 4387 | 2255 |
| 2020年 | 3902 | 1965 |
| 2021年 | 5261 | 2717 |
| 2022年 | 7085 | 3658 |

かつては診断例の激減で「幽霊病」とも呼ばれたが、日本における感染者は2010年頃より増加している。2015年は2014年を上回り、2017年には11月19日までの速報値で5,053人の感染者が国立感染症研究所により報告された。5,000人を超えるのは1973年以来44年ぶりであった。2018年の患者数は7007人となり、現行の集計方法が採用された1999年以降では最多となった。2019～2020年は減少したものの、2021年は7875人で過去最多を更新した。2022年には9月4日時点で昨年同時期の1.7倍となる8155人に達した。
医師の鈴木陽介は、増加の要因として、交流サイト（SNS）やマッチングアプリなどで不特定多数の人と出会って性行為をすることが感染拡大の一つの要因になっている可能性があると指摘している。鈴木によると、マッチングアプリの利用率が高い都道府県ほど梅毒の新規報告の割合が高い傾向にあり、アプリ利用率と人口あたり梅毒報告数との間の相関係数は概ね0.7と正の相関が見られたという。
梅毒が「50年に1度」とも言われる規模で流行している。2023年の感染者数は約1万5千人（速報値）と、10年前の約12倍。2024年も3月末時点で3千人を超えている。国立感染症研究所によると、1999年に感染症法に基づく現在の集計方法になって以降、感染者数は年500～1千人ほどだった。それが、10年ほど前から急激なペースで増えてきた。2022年、2023年はいずれも1万人を超え、2024年も年1万人を超えるペースだ。年1万～1万2千人の感染者が報告されるのは1967年前後以来になる。

## 歴史

### ヨーロッパ

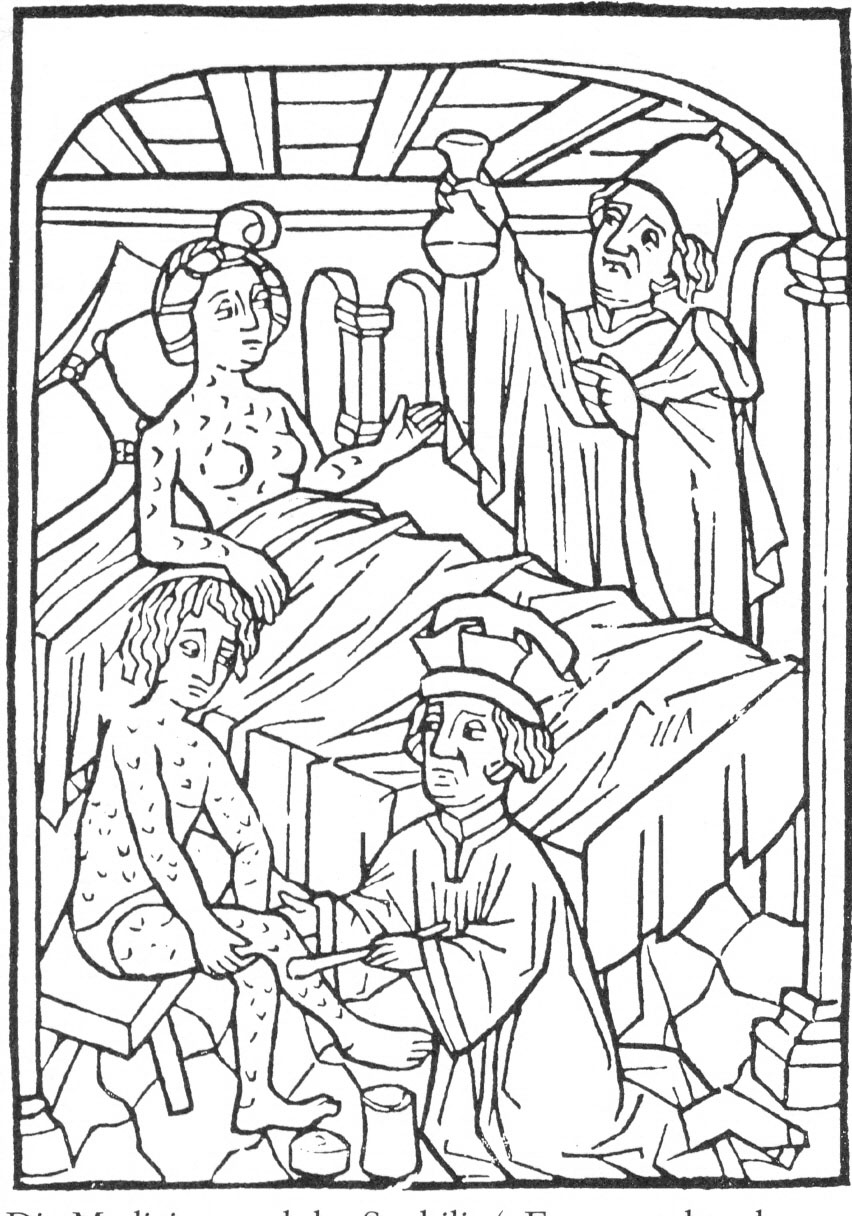
梅毒に罹患した患者に関する現存最古のメディカルイラストレーション（ウィーン、1498年）

梅毒が歴史上に突発的に現れたのは15世紀末であり、そのため本病の由来については諸説ある。
- 旧世界（ヨーロッパ、アジア、アフリカなど）に15世紀以前から存在していたとする説。古い法令に梅毒に関するものがあるなどとするが、本病による病変を示す人骨などの具体的資料は確認されず、支持者はほとんどいない。
- 旧世界に古くから症状が非常に軽い状態で存在したとする説。現在でも熱帯地方を中心に、皮膚に白斑が生じる程度の「ピンタ」、潰瘍を生じる「ヨーズ」など軽症のものがあるが、これらは梅毒トレポネーマにより起こることから、旧石器時代にピンタかヨーズが発生し、15世紀末にヨーロッパでトレポネーマに変異が起きて梅毒が生じたとする。
- 新世界からコロンブス交換でヨーロッパへ持ち込まれ、以後、世界に蔓延したとする説[51]。コロンブスの帰国から梅毒の初発までの期間が短いという難点があるが、アメリカ大陸でも古い原住民の骨に梅毒の症状が見られ、また日本でもコロンブス以前の人骨には梅毒による病変が全く見られないなど、最も有力な説とされている。
- 旧ソビエト連邦の学者により唱えられた説では、梅毒はアメリカ大陸起源ではあるが、ベーリング海峡を渡ってシベリア経由でヨーロッパに入ったとするものもある。ベーリング海峡を通して両地域の住民の交流があったためである。

1494年からのイタリア戦争で、フランス軍の傭兵にスペイン人がおり、そこからフランス軍がイタリアに進駐すると、ナポリで梅毒が流行し、フランス人は「ナポリ病」、イタリア人は「フランス病」と呼びあった。ルネサンス時代は戦乱に明け暮れていた時代でもあり、売春が隆盛をきわめていた。

### 中国
1500年頃に流行した。『本草綱目』には「楊梅瘡」および「楊梅毒瘡」の名で現れ、「弘治・正徳の間に広まった」「近年、好淫の人は多くこの病気にかかる」「古くはこの病気はなかったが、嶺表（広東）から四方に広まった」などの記述が見られる。

### 琉球王国
日本で流行する前に琉球王国、特にその花柳界で大流行した。琉球花柳界においては、梅毒患者のことを“ふるっちゅ”(古くからいる人)と呼び、古血（ふるじ）は梅毒を意味する言葉となった。

### 日本
日本では1512年に初めて文献記録上に登場している。南方で活躍した倭寇によると考えられている。当時は大航海時代であり、コロンブスによるヨーロッパへの伝播から、わずか20年でほぼ地球を一周したことになる。
戦国時代から江戸時代初期の著名人では、加藤清正、結城秀康、前田利長、浅野幸長などが梅毒で死亡したとみられている。本病が性感染症であることは古くから経験的に知られ、徳川家康は遊女に接することを自ら戒めていた。江戸の一般庶民への梅毒感染率は実に50%であったとも推測される。
抗生物質のない時代には確実な治療法はなく、多くの死者を出した。慢性化して障害を抱えたまま苦しむ者も多かったが、ペニシリンなどの抗生物質が発見され、現在では早期に治療すれば全快する。
昔は鼻部の軟骨炎のために鞍鼻（あんび）や鼻の欠損になることがあり、夜鷹などには「鼻欠け」が多かったので、「鷹の名にお花お千代はきついこと」などと川柳に詠われた。“お花お千代”は“お鼻落ちよ”にかかっている。
同様の症状を呈するハンセン病と同一視されていた時期があり、ハンセン病を患ったダミアン神父は、梅毒と誤認されて姦通の嫌疑を受けた。
日本語の「梅毒」という呼称については、この病気によって生じる瘡が楊梅（ヤマモモ）の果実に似ていたため「楊梅瘡」と呼ばれていて、これが時代とともに変化したとする説がある。一方で江戸時代以降の文書を紐解くと、「楊梅瘡」から「梅毒」となった痕跡は全くない。1724年発行「黴瘡秘録」の中で「黴瘡」と「梅瘡」が併用され、1838年発行「驅梅要方」の中で「黴毒」と「梅毒」が併用された。バイキンを表す「黴（バイ）」の中国の簡体字「霉」の代用字が「梅」であり、「梅雨」が「黴雨・霉雨」由来であることと同じである。
日本が開国した幕末期、長崎の稲佐の地に丸山町と寄合町の遊女が出張して、ロシア人の船員達の相手を務めることになった。この際、ロシア帝国の海将ニコライ・ビリリョフは遊女の梅毒検査を行うことを要求した。長崎奉行岡部長常は長崎海軍伝習所の松本良順に対応を諮問し、良順はこれを受けるべきと回答した。これにより、万延元年（1860年）、日本初の梅毒検査が長崎で実施された。
明治以降も国内に蔓延し、1910年（明治43年）の年間死者数は10160人を数えていた。これは死亡原因として結核、肺炎、脳出血、癌に続き5番目に位置するものであった。
近年になって感染者が増加傾向になり、2022年11月1日発表の速報値によると報告された梅毒の感染者数が史上初めて1万人を超えた。

## タスキギー実験
タスキギー梅毒実験は、1932年から1972年にかけて、アメリカ合衆国アラバマ州タスキギーで黒人梅毒患者を対象に行われた人体実験である。600人の被験者が参加しており、うち梅毒に感染していた約400人は、治療されないまま経過観察と死後の解剖の対象となった。この実験は、1941年にペニシリンの有効性が確認されて以降も継続された。被験者の多くは教育水準の低い貧しい小作人であり、温かい昼食や移動費、埋葬費用などの見返りにより集められていた。
1972年に実験の存在が発覚すると、人権を無視した人体実験であるとして、連邦議会に調査委員会が設置された。この時設置された「タスキーギ梅毒研究特別委員会」は、1973年の最終報告書において、この実験は「反倫理的で正当化できない行為」であるとしている。
その後、1997年5月16日、当時の大統領であるビル・クリントンより、「非人間的で残酷極まりない間違った行動」であったと正式に謝罪がなされた。

## 関連法規
感染症法における取り扱い
五類感染症全数把握疾患
保健所に届け出が必要である

## 梅毒に罹患した歴史上の人物
近代医学による確定診断をしていない人物を含んでいる。
| - 生月鯨太左衛門 - 大川周明 - フランツ・シューベルト - ロベルト・シューマン - フリードリヒ・ニーチェ - ベドルジハ・スメタナ - エドゥアール・マネ - フーゴ・ヴォルフ（これには反対意見がある） | - フレデリック・ディーリアス - アル・カポネ - モーリス・ガムラン - ランドルフ・チャーチル - ギ・ド・モーパッサン - ローレンス・オリファント - 美幾：日本で最初の献体者（篤志解剖） - シャルル・ボードレール |

## 関連作品
- ヴォルテール『カンディード』

楽天主義のパングロス博士が梅毒に罹って片目片耳を失い、「個々の不幸が多ければ多いほど、すべては善」という。
- 芥川龍之介『南京の基督』

梅毒を発症した娼婦が主人公で、「他人に感染させれば自分は治る」という迷信が主人公の行動に影響を与える。
- 黒澤明『静かなる決闘』

菊田一夫の戯曲『堕胎医』が原作。主人公の医師が、大戦中に野戦病院での執刀中の怪我にて梅毒に感染するところから物語が始まる。
- 吾峠呼世晴『鬼滅の刃』

鬼の始祖、鬼舞辻無惨直属の最強の配下である十二鬼月で、上弦の陸の鬼・堕姫の人間時代の名前は「梅」であり、母親が梅毒に罹患していたことに由来する。また、兄である妓夫太郎は先天性の梅毒の症状が出ていると思われる外見をしている。
- 手塚治虫『最上殿始末』

最上家親の正室の笹姫は、影武者の男が夫と入れ替わったことに気が付いたが、周りは誰も気づかないのをいいことに男は笹姫を犯し続けた。笹姫は服毒自殺した後に、男に梅毒を感染すという形で復讐を遂げる。
- 泉谷しげる『おー脳!!』

欲望にまかせて安易に女性との性行為に及んで梅毒に罹患した男の顛末が描かれており、歌詞はタスキギー梅毒実験にも触れている。作詞は松山猛と泉谷の共作。